# ألتينوردو
نادي ألتينوردو هو نادي تركي من منطقة إزمير تأسس عام 1923 و يلعب في الدوري التركي الدرجة الأولى.

## وصلات خارجية
- الموقع الرسمي (بالتركية).